# Stephen Riley
Stephen Riley (* 19. November 1975 in Greenville (North Carolina)) ist ein US-amerikanischer Jazzmusiker (Tenorsaxophon, auch Sopransaxophon, Klarinette).

## Leben und Wirken
Riley lernte als Kind zunächst Geige, mit neun Jahren wechselte er zum Saxophon. Nach einer Ausbildung an einer Kunstschule in Florida, an der seine Mutter klassischen Gesang unterrichtete, kehrte er zum Studium nach North Carolina zurück und spielte in der lokalen Universitäts-Bigband. Mit dem Clifford Brown/Stan Getz Fellowship Award erhielt er die Möglichkeit zum Studium am New Yorker Patterson College, das er jedoch bald abbrach, um als professioneller Musiker zu arbeiten. Ab Mitte der 1990er-Jahre arbeitete er mit Jazzmusikern wie Philip Harper, Marcus Printup, Tete Montoliu, Marcus Roberts und Wynton Marsalis sowie in der Mingus Big Band, in den folgenden Jahren auch mit Ari Ambrose, Aaron Diehl, Jimmy Greene, Ron McClure und Dave Stryker. In den 2000er-Jahren spielte er eine Reihe von Alben für das Label SteepleChase Records ein. Mit Neal Caine (Kontrabass) und Billy Hart (Schlagzeug) nahm er 2011 das Trioalbum Hart-beat auf. Im Bereich des Jazz war er zwischen 1995 und 2019 an 38 Aufnahmesessions beteiligt, etwa mit Jerzy Małek. In Skandinavien arbeitete er auch mit Snorre Kirk.

## Diskographische Hinweise
- Inside Out (Steeplechase, 2005, mit Neal Caine, Gregory Hutchinson)
- Easy to Remember (Steeplechase, 2006, mit Neal Caine, Jason Marsalis)
- Once Upon a Dream (Steeplechase, 2008, mit John Brown)
- Lucky Seven (Steeplechase, 2009, mit Ernest Turner, Neil Caine, Jason Marsalis)
- Baubles, Bangles and Beads (Steeplechase, 2013, mit Peter Zak, Neil Caine, Jason Marsalis)
- Oleo (SteepleChase 2019, mit Joe Magnarelli, Jay Anderson, Adam Nussbaum)
- Friday the 13th 2020, mit Kirk Knuffke, Jay Anderson, Billy Drummond